# Sinodo di Grado

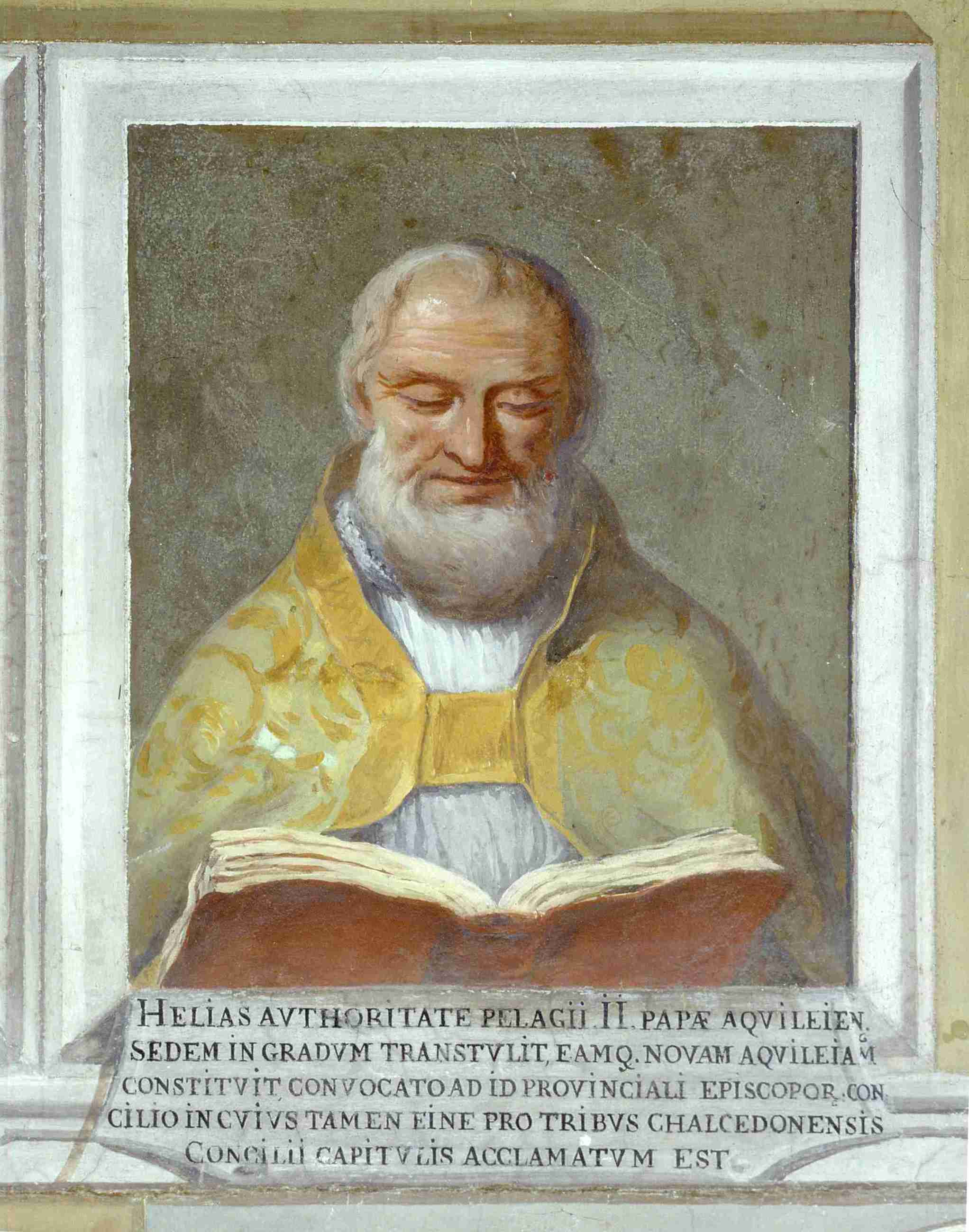
Ritratto del patriarca Elia nella Sala del Trono nel palazzo patriarcale di Udine.

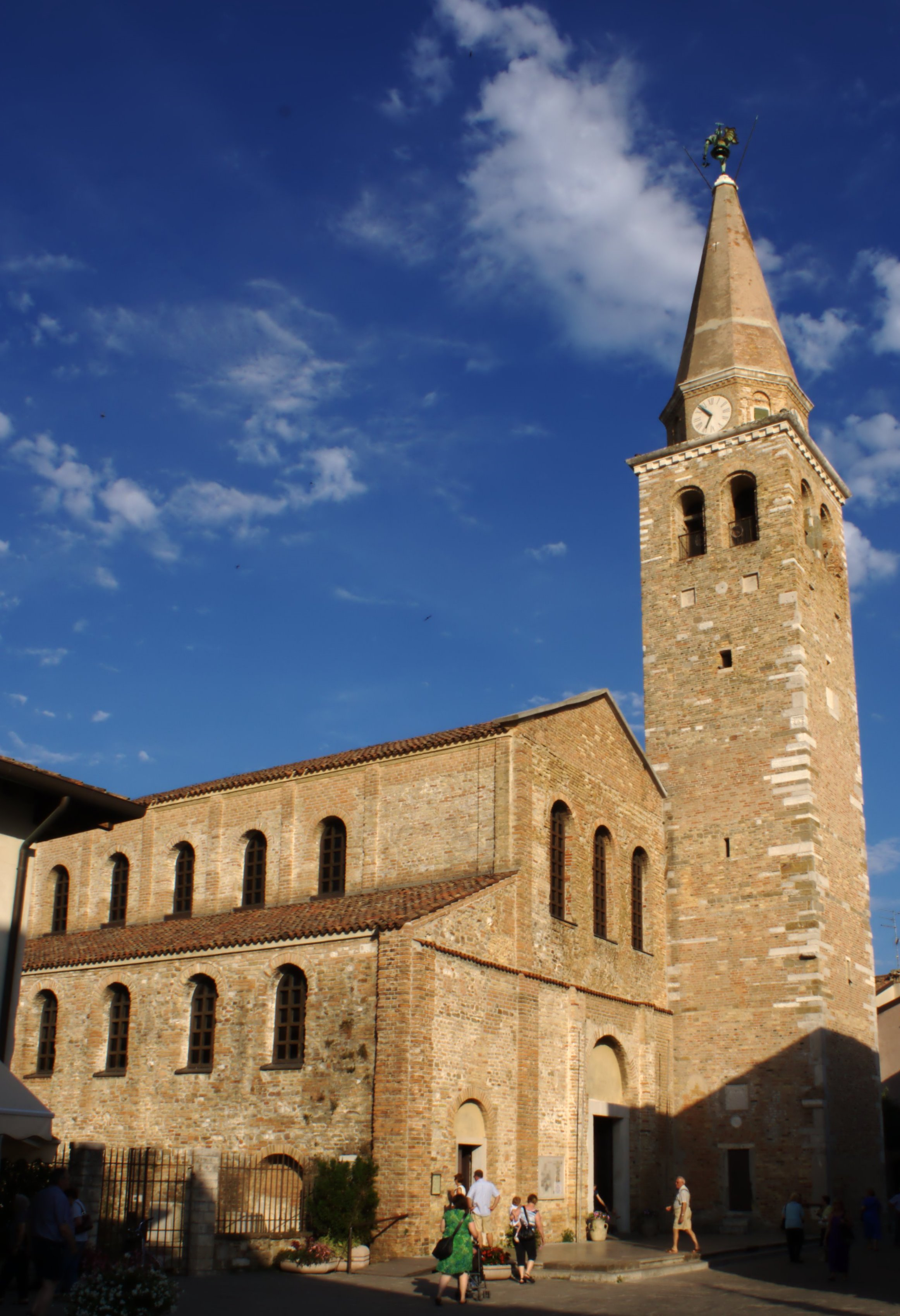
La basilica di Sant'Eufemia a Grado.

Il sinodo di Grado è un sinodo di vescovi del patriarcato di Aquileia, convocato dal patriarca Elia nella basilica di Sant'Eufemia a Grado il 3 novembre 579 oppure tra il 571/572 e il 576/577.

## Fonti, critica e datazione
La menzione più antica circa l'esistenza del sinodo di Grado è contenuta negli atti del concilio di Mantova dell'827, nei quali sono citati l'introduzione degli atti sinodali e i nomi dei vescovi partecipanti. Cronache veneziane successive riportano ampi stralci degli atti sinodali, che sono pubblicati in extenso da Andrea Dandolo nel suo Chronicon Venetum nel XIV secolo.
Gli studiosi ritengono che i testi riportati dalle diverse cronache veneziane e dal Dandolo siano falsificazioni, dove, agli atti originali e genuini, siano state aggiunte nel corso dei secoli numerose interpolazioni, introdotte per sostenere le posizioni del patriarcato di Grado contro quelle dei patriarchi di Aquileia. Roberto Cessi fu il primo a pubblicare un'edizione critica degli atti sinodali di Grado, distinguendo la parte originale e genuina dalle manipolazioni aggiunte posteriormente.
Le scelte di Cessi non sono state unanimemente accolte da tutti gli studi successivi, a partire dalla data del sinodo, attribuito, stando alla cronaca di Dandolo, al 3 novembre 579. In questa cronaca, tra i firmatari degli atti figura anche Agnello di Trento, mentre nelle sottoscrizioni riportate dai verbali di Mantova, che sono la fonte più antica, il vescovo di Trento si chiama Flaminio. Se si ammette come genuina la lista riportata dai verbali di Mantova, poiché Agnello iniziò il suo episcopato a Trento nel 577, il sinodo di Grado deve essere precedente a questa data, presumibilmente tra il 571/572 e il 576/577.

## Svolgimento del sinodo
Secondo la versione degli atti sinodali, pubblicati per esteso da Andrea Dandolo nel XIV secolo, il sinodo fu convocato dal patriarca Elia di Aquileia e celebrato nella basilica di Sant'Eufemia a Grado il 3 novembre 579. Al sinodo fu presente anche il legato pontificio, il prete Lorenzo. Durante la riunione, i vescovi approvarono il trasferimento della sede aquileiese a Grado, chiamata Nova Aquileia, ed Elia scrisse una lettera a papa Pelagio II esprimendo i motivi di questo trasferimento e chiedendone le necessarie autorizzazioni. Alla fine i vescovi sottoscrissero una professione di fede, dove viene ricordato il concilio ecumenico di Calcedonia del 451 e i precedenti di Nicea (325), Costantinopoli (381) e Efeso (431).
Questa versione dei fatti è tuttavia un falso, e il motivo principale è l'assenza, nella professione di fede, della memoria del concilio di Costantinopoli del 553, nel quale furono condannati i Tre Capitoli.
Scrive Gabriella Braga:
(Voce Elia, Dizionario biografico degli italiani, volume 42, 1993)
Il sinodo di Grado fu dunque un'assise, forse convocata in concomitanza con la consacrazione della chiesa di Sant'Eufemia, dove Elia e gli altri vescovi non fecero che confermare la loro adesione allo scisma tricapitolino senza compiere alcun trasferimento ufficiale della sede vescovile da Aquileia a Grado, come invece affermano le cronache venete.

## Vescovi firmatari
Al sinodo furono presenti molti vescovi della provincia ecclesiastica di Aquileia nel VI secolo, che rappresentavano la Rezia seconda, il Norico, la Pannonia, la Venezia e l'Istria.
Il presente elenco dei vescovi è suddiviso  in base alle fonti che riportano gli atti del sinodo di Grado.
| N. | Verbali del sinodo di Mantova (IX secolo) | Cronica de singulis patriarchis nove Aquileie (XI secolo) | Chronica per extensum descripta (XIV secolo)           | Edizione degli atti di R. Cessi                                         |
| -- | ----------------------------------------- | --------------------------------------------------------- | ------------------------------------------------------ | ----------------------------------------------------------------------- |
| 1  | Martianus Opitargensis                    | Helias patriarcha                                         | Helias Aquileiensis episcopus                          | Helias Aquileiensis episcopus                                           |
| 2  | Leonianus Tyborniensis                    | Marcianus Opetergine                                      | Marcianus Opitergine                                   | Marcianus Opitergensis                                                  |
| 3  | Petrus Altinatis                          | Leonianus Tyborniensis                                    | Leonianus Tiborniensis                                 | Leonianus Tyborniensis                                                  |
| 4  | Helias, Aquileiensis patriarcha           | Petrus Altinatis                                          | Petrus Altinatis                                       | Petrus Altinatis                                                        |
| 5  | Vindemius Cessensis                       | Vindemius Cessensis                                       | Vindeminus Cesensis                                    | Vindemius Cessensis                                                     |
| 6  | Vigulus Pataviensis                       | Bergullus Patavine ecclesie                               | Virgilius episcopus Patavi                             | Virgilius ecclesiae Patavinae                                           |
| 7  | Iohannes Caleianensis                     | Ioannes Celeiane                                          | Clarisimus Celeiane                                    | Joannes Celejanae                                                       |
| 8  | Clarissimus Concordiensis                 | Clarissimus Concordiensis                                 | Patricius Emonensis                                    | Clarissimus Concordiensis                                               |
| 9  | Patricius Emolnensis                      | Patricius Emonensis                                       | Adrianus Polensis                                      | Patricius Aemonensis                                                    |
| 10 | Hadrianus Polensis                        | Adrianus Polensis                                         | Maxencinus Iuliensis                                   | Adrianus Polensis                                                       |
| 11 | Maxentius Iuliensis                       | Maxencius Iuliensis                                       | Severus ecclesiae Triestine                            | Maxentius Juliensis                                                     |
| 12 | Severus Tergestinus                       | Severus Tergestinus                                       | Solacius Veronensis                                    | Severus ecclesiae Tergestinae                                           |
| 13 | Iohannes Parentinus                       | Solacius Veronensis                                       | Iohanes ecclesie Parentine                             | Solatio Veronensis                                                      |
| 14 | Aaron Avoriensis                          | Iohannes Parentine ecclesie                               | Arom Avociensis                                        | Joannes ecclesiae Parentinae                                            |
| 15 | Materninus Sabionensis                    | Aaron Avonciensis                                         | Marcianus locum faciens Ingenuini episcopi sedis Recie | Aaron Avonciensis                                                       |
| 16 | Flaminius Tridentinus                     | Ingenuus episcopus secunde Retie                          | Virgilius Scaravaciensis                               | Marcianus presbyter, locum faciens Ingenuini ecclesiae secundae Rhetiae |
| 17 | Vigilius Scaravasiensis                   | Agnellus episcopus Tridentinus                            | Laurencius locum faciens Frontei episcopi Feltrine     | Agnellus ecclesiae Tridentinae                                          |
| 18 | Laurentius Feltrinus                      | Vigilius Scaravaciensis                                   | Marcianus Patenatis                                    | Vigilius Scarabaciensi                                                  |
| 19 | Martianus Petenatis                       | Fontegius Feltrensis                                      |                                                        | Laurentius presbyter, locum faciens Fontesi ecclesiae Feltrinae         |
| 20 |                                           | Marcianus Petenatis                                       |                                                        | Marcianus Petenatis                                                     |

Le differenze più notevoli tra le varie liste sono evidenziate dagli editori delle Monumenta Germaniae Historica in questo modo:
- il nome del vescovo di Padova è indicato in tre diversi modi, Vigulus, Bergullus e infine Virgilius;
- nella lista del IX secolo il vescovo di Sabiona è Materninus, mentre in quella dell'XI secolo è Ingenuus; secondo Dandolo invece il vescovo si chiamava Ingenuinus e fu rappresentato al sinodo dal presbitero Marciano;
- nella lista del IX secolo il vescovo di Trento si chiama Flaminio, nelle altre liste invece è Agnello;
- nella lista del IX secolo il vescovo di Feltre si chiama Laurentius, mentre nella Cronica de singulis patriarchis il suo nome è Fontegius; secondo Dandolo invece il vescovo Fontesius non era presente al sinodo ma fu rappresentato dal presbitero Laurentius;
- negli atti di Andrea Dandolo manca il vescovo di Trento, mentre quello di Celje è Clarissimo, che nelle altre liste è vescovo di Concordia, sede assente in Dandolo;
- infine le cronache medievali aggiungono il vescovo di Verona, assente nella lista riportata negli atti del sinodo di Mantova.